# Pla dels Tofoners

El Pla dels Tofoners, respecte del terme de Castellcir

El Pla dels Tofoners és un pla del terme municipal de Castellcir, al Moianès.
Està situat a l'extrem oriental del terme, a tocar del límit amb Sant Martí de Centelles i Sant Quirze Safaja. És al nord de la masia de Barnils, al sud-est de la de les Solanes i a la dreta del torrent del Bosc.

## Etimologia
El nom d'aquest pla prové de la presència de tofoners en aquest lloc.